# Chemikum Marburg
Das Chemikum Marburg ist eine MINT-Bildungseinrichtung für Kinder, Jugendliche und Erwachsene mit dem Schwerpunkt Chemie. Das einzigartige Konzept liegt darin, dass es kein Museum ist, sondern ausdrücklich ein Mitmachlabor, in dem der handlungsorientierte Umgang mit Fragestellungen aus Chemie, Biologie, Pharmazie, Physik und Informatik stark im Vordergrund stehen.
Nicht das Schaffen von vordergründigem Wissen, sondern Handlungsbefähigung, Ruhe und Selbstbewusstsein beim Experimentieren sowie Zeit zum Nachdenken über mehr oder weniger alltägliche naturwissenschaftliche Fragen und Phänomene sind die Zielsetzungen. Das Erfahren von Naturwissenschaften außerhalb des Schulkontextes.

## Geschichte
Der Universitätsbau
Nach der Gründung der Universität in Marburg im Jahre 1527, folgte 1609 die erste Berufung einer Professur für Chymiatrie durch Johannes Hartmann (1568 – 1631). Das Gebäude in der Bahnhofstraße 7 in Marburg wurde 1881 als Neubau von dem Chemischen Institut der Universität bezogen. Der Baukörper wurde erstmals zum Wintersemester 1881/1882 eingeweiht; zunächst jedoch ohne Anschluss an das Wassernetz und Stromversorgung der Stadt. Nach mehrfachen Ausbauarbeiten von 1902 bis 1935 erhielt der Universitätsbau Erweiterungen durch einen mehrgeschossigen Flügelbau und eine Interimsbaracke. Eine Angriff während des Zweiten Weltkriegs am 22. Februar 1944 beschädigte das Gebäude leicht; nach vorläufigen Reparaturen konnte bereits im Sommersemester 1944 der Universitätsbetrieb fortgesetzt werden. Weitaus verehrender waren die Angriffe am 12. März 1945 durch Brandbomben, welche das Gebäude des Chemischen Instituts weitgehend zerstörten und niederbrannten. Zusätzlich flutete im Frühjahr 1946 ein Hochwasser der Lahn die verbliebenen Kellerräume, wodurch etliche dort gelagerte Akten vernichtet wurden. Bis zu den Wiederaufbaumaßnahmen 1948 fand im unbeschädigten Seitenflügel der universitäre Notbetrieb statt. Nach der Instandsetzung des Gebäudekomplex ab dem 1. Mai 1949 bis ins Jahr 1952 hinein stand der Baukörper bis 1971 im aktiven Betrieb der Universität, bis das Chemischen Instituts auf die Lahnberge (heute: Hans-Meerwein-Straße) in die neu erbauten Einrichtungen zog. 1975 folgten für die weitere Nutzung Aus- und Umbauarbeiten von Dach- und Kellergeschoss zu Institutsräumen, welche durch die Institute der Humangenetik, der Poliklinik für Nuklearmedizin und Gerichtsmedizin, sowie der Geschäftselle des Marburger Universitätsbundes genutzt wurden. Im östlichen Teil des Instituts entstand von 2010 bis zum Herbst 2011 die Einrichtung des Chemikums.

Das Chemikum
Nach dem Muster des von Albrecht Beutelspacher in Gießen entwickelten Mathematikums, wurde das Chemikum Marburg ins Leben gerufen. Kurt Dehnicke in Kooperation mit dem Fachbereich Chemie der Philipps-Universität Marburg führten die ersten Experimentierrunden innerhalb der Labore der Chemie am 4. Oktober 2005 durch. Da das Chemikum zunächst nur in den Laboren der Philipps-Universität Marburg in Konkurrenz zum regulären Studienbetrieb operieren konnte, war in den ersten Jahren nur ein nicht kontinuierlicher Betrieb möglich.
Im Oktober 2006 wurde die Leitung des Chemikums Marburg von Stefanie Dehnen nach der Annahme ihrer Berufung auf einen Lehrstuhl für anorganische Chemie der Philipps-Universität Marburg übernommen. Unter ihrer Führung wurde am 18. September 2007 in Gegenwart des Oberbürgermeisters der „Förderverein Chemikum Marburg e. V.“ gegründet, der uneigennützige Ziele verfolgt und zugleich die erste juristische Anlehnung des Chemikums an die Philipps-Universität Marburg, den Senat der Stadt Marburg und der Hessischen Landesregierung darstellt.
Aufgrund  des Konjunkturprogramms der Bundesregierung gelang es Stadt, Universität und Landesregierung die Sanierung und der Umbau eines stattlichen traditionsreichen Gebäudes, dem alten Chemischen Institut in der Bahnhofstraße 7 bereitzustellen. In diesem Gebäude forschte und wirkte der historische Chemiker Hans-Meerwein über mehrere Jahre hinweg.

## Architektur
Der Fachbereich der Chemie war zunächst im Deutschordenshaus in Marburg untergebracht. Die Pläne eines Neubaus für das Chemische Institut entstammt einem Entwurf von Hermann Cuno, welchen er 1878 vorlegte und dem in einer überarbeiteten Ausführung nach den Kriterien des Kultusministerium letztendlich zugestimmt wurde. Als Grundstück für den Neubau verfügte der preußische Staat über ein Eckgrundstück der Bahnhofstraße zur Unteren Rosenstraße (heute Robert-Hoch-Straße). Albrecht Meydenbauer, Universitätsbaumeister und Nachfolger Cunos, wurde die Umsetzung des Bau übertragen. Der Bau aus Sichtziegelstein mit dezenten gotisierenden Elementen erstreckte sich über zwei Geschosse zuzüglich einem Werksteinsockel sowie einem Walmdach. Die neun Fensterachsen des Hauptbaus werden von flachbogigen Fenstereinfassungen mit Kämpfersteine gegliedert. Ein schmales Gurtgesims diente als horizontale Geschossgliederung zwischen dem Unter- und Obergeschoss. Die jeweils äußersten Achsen des Hauptbaus hoben sich durch größer dimensionierte Fensterausbildung hervor. Ein Mittelrisalit von drei Fensterachsen wurde mit einem Dreiecksgiebel im Dachgeschoss gekrönt; das Dachfeld nahm ein mittig liegendes Triforium sowie eine, in der Giebelspitze liegende, Fensterrosette auf. In östlicher Erweiterung schloss sich ein leicht zurückgesetzter weitere Baukörper nach einem eingestellten Treppenturm an, welcher über die Ausbildung eines eigenen Walmdaches verfügte.
Gespiegelt zur der Schaufassade der Straßenseite, treten die mittleren drei Fensterachsen der Gebäuderückseite ebenfalls durch einen Mittelrisaliten hervor. In leichter Differenz zu der Gebäudevorderseite wies der Mittelrisalit ein hochgestrecktes Triforium auf, welches das Ober- und Dachgeschoss miteinander verband. Die äußeren Seitenachsen bildeten eigene Querwalmdächer aus. Mit einer Erweiterung von 1902 erhielt das Gebäude einen zusätzlichen Baukörper im südlichen Anschluss. Die einstigen Gauben auf dem Dach wurden im Zuge des Ausbaus des Dachgeschosses entfernt.
Nach der nahezu vollständigen Kriegszerstörung des Gebäudes erfolgte von 1949 bis 1954 der Wiederaufbau als Putzbau. Neben dem Verzicht auf die Giebel wurde eine Veränderung der Fensterstellung vorgenommen. Ein hervortretender kupferner Rahmen umgibt am östlichen Gebäudeteil den heutigen Eingang des, 2012 in das Gebäude gezogene, Chemikums.